# Luis Felipe (Brandy)

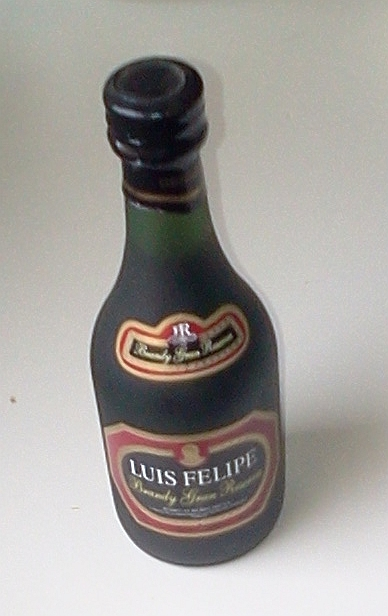
Eine Mini-Flasche des Brandy Luis Felipe

Luis Felipe ist der Name eines Brandy, der von den Bodegas Rubio im spanischen La Palma del Condado vermarktet wird. 
Die Eichenfässer, in denen dieser sehr alte Brandy reift, wurden 1893 bei der Gründung der Bodegas Loewenthal-Morales entdeckt. Sie waren für Antoine d’Orléans, Herzog von Montpensier und Sohn des französischen Bürgerkönigs Louis-Philippe I. reserviert gewesen, der vor seinem Tod in Sevilla residiert hatte. 
Nach dem Erlöschen der Bodegas Morales wurden die Fässer samt der Marke Luis Felipe 1965 von den Bodegas Rubio übernommen. Seit ca. 1990 wird das Produkt erfolgreich vermarktet. Ein Teil der Produktion wird exportiert, unter anderem nach Portugal, Deutschland, in die Schweiz und nach Japan.

## Produktionszahlen
- Brandy Gran Reserva Luis Felipe, 60-jährig: 10.000 Flaschen
- Brandy Gran Reserva Rey Luis Felipe, 75-jährig: 300 Flaschen
- Brandy Gran Reserva Cien Años, 100-jährig: 60 Flaschen